# Ferdinando Acton
Pour les articles homonymes, voir Acton.
Ferdinando Acton (Naples, 16 juillet 1832 - Rome, 18 février 1891) était un amiral, noble et homme politique italien, ministre de la Marine de 1879 à 1881.

## Biographie
Il est né à Naples du baron Carlo Acton, descendant d'une famille noble originaire d'Angleterre, et de la comtesse française Zoè Guiges d'Albon. Il termine ses études militaires à l'Académie royale navale de Naples et entre dans la Marine royale du royaume des Deux-Siciles avec le grade de guardiamarina (garde-marine). Ses frères Guglielmo et Emmerik ont également servi dans la marine. En 1857, il atteint le grade de Lieutenant de vaisseau (Tenente di vascello) et en 1860, il se voit confier le commandement de l'aviso Elettrico, amenant le général Alessandro Nunziante en Sicile après que ce dernier ait quitté la marine des Bourbons. C'est avec Nunziante qu'il rejoint les rangs du royaume de Sardaigne, s'engageant dans la Marine du royaume de Sardaigne, transformée plus tard en Marine du royaume d'Italie (Regia Marina), et devient chef d'état-major adjoint de l'amiral Carlo Pellion di Persano, participant au siège d'Ancône en 1860.
Il s'engage dans la Regia Marina avec le grade de Capitaine de frégate (Capitano di fregata) et, en 1866, il prend le commandement du vapeur Etna pendant la troisième guerre d'indépendance italienne, effectuant des missions d'exploration dans le canal d'Otrante.
En 1867, il est élu pour la première fois à la Chambre des députés dans la circonscription d'Amalfi. Il siège à la Xe législature jusqu'en 1869, date à laquelle il est promu au rang de capitaine de vaisseau de deuxième classe (Capitano di vascello), puis à la XIe législature jusqu'en 1874.
Promu entre-temps au grade de contre-amiral (contrammiraglio) (1877), il est secrétaire général du ministère de la Marine en 1878, sous le ministre Enrico Di Brocchetti, puis ministre de la Marine entre 1879 et 1883 dans les gouvernements Cairoli III et Depretis IV. Au cours de l'année 1880, il a également occupé la fonction de ministre de la Guerre pendant quelques jours, à titre intérimaire.
En tant que ministre de la marine, il préconise la construction de cuirassés de petit tonnage plutôt que de grands navires, justifiant ce choix à la fois par des coûts économiques moindres et par la rareté des grands ports sur la longue côte italienne. Son objectif est de construire une flotte importante et rapide. Cette approche lui vaut toutefois les critiques de certains de ses détracteurs, enclins à favoriser l'industrie lourde, qui qualifient son attitude de "trop timide et démodée". Ces désaccords le conduisent à démissionner en 1883. Il est responsable de l'étude pour la construction de l'arsenal militaire maritime de Tarente, ainsi que du canal navigable reliant la Mar Grande à la Mar Piccolo et du pont de San Francesco di Paola, qu'il inaugure solennellement le 22 mai 1887.
En 1880, il est nommé sénateur en tant qu'ancien ministre d'État et poursuit sa carrière militaire, étant promu au rang de vice-amiral  (Viceammiraglio) en 1883. Au cours de ses dernières années de service, il dirige les départements maritimes de Naples (1886) et de La Spezia (1888) et occupe le poste de chef d'état-major de la Regia Marina ainsi que celui de président du Conseil maritime supérieur (Consiglio Superiore di Marina).
Il décède à Rome en 1891.

### Promotions militaires
- Garde-marine (Guardiamarina) (royaume des Deux-Siciles) (16 juin 1849)
- Enseigne de vaisseau (Alfiere di vascello) (royaume des Deux-Siciles) (12 juin 1851)
- Lieutenant de vaisseau (Tenente di vascello) (royaume des Deux-Siciles) (25 avril 1857)
- Capitaine de frégate (Capitano di fregata) (royaume d'Italie) (18 octobre 1860)
- Capitaine de vaisseau (Capitano di vascello) (28 janvier 1869).
- Contre-amiral (Contrammiraglio) (27 octobre 1877)
- Vice-amiral (Viceammiraglio) (25 novembre 1883)

### Fonctions et titres
- Chef de cabinet au ministère de la Marine (28 décembre 1864)
- Chef d'état-major du commandant en chef de l'escadre de la Méditerranée (27 juillet 1869-16 décembre 1869)
- Secrétaire général du ministère de la Marine (30 juin 1878)
- Membre du Conseil supérieur de la Marine (11 novembre 1878-27 février 1879)
- Président du Conseil supérieur de la Marine (6 novembre 1888)
- Aide de camp honoraire de Sa Majesté le roi (4 janvier 1881)
- Adjudant général honoraire de Sa Majesté le roi (5 mars 1882)

## Vie privée
En 1856, il épouse la noble Ninfa Noemi Ramirez, fille du marquis Vincenzo, ministre du roi de Naples à Vienne et à Turin, avec qui il a sept enfants : Anna Noemi, Filomena Fernanda, Alfredo, Maria Vittoria, Amedeo, Maria Margherita et Gemma.

## Décorations militaires

### Décorations italiennes
- Chevalier grand-croix décoré du grand cordon de l'ordre des Saints-Maurice-et-Lazare
- Chevalier grand-croix décoré du grand cordon de l'ordre de la Couronne d'Italie
- Médaille d'or de la valeur militaire
- Médaille d'argent de la valeur militaire
- Médaille commémorative des campagnes des guerres d'indépendance (3 barrettes)
- Médaille commémorative de l'unification de l'Italie

### Décorations étrangères
- Chevalier grand-croix décoré du grand cordon de l'ordre de Dannebrog (Danemark)
- Grand cordon de l'ordre de l'Eléphant blanc (Siam)
- Chevalier de première classe de l'ordre du Soleil levant (Japon)
- Chevalier grand-croix de l'ordre du Lion néerlandais (Pays-Bas)
- Grand-croix de l'ordre du Mérite naval (Espagne)
- Chevalier de 2ème classe de l'ordre du Medjidié (Empire ottoman)
- Grand officier de l'ordre militaire de Saint-Benoît d’Aviz (Portugal)
- Commandeur de l'ordre de Charles III (Espagne)

## Source
- (it) Cet article est partiellement ou en totalité issu de l’article de Wikipédia en italien intitulé « Ferdinando Acton » (voir la liste des auteurs).